# Абатство Святого Стефана
Абатство Святого Стефана, Чоловіче абатство (фр. Abbaye aux Hommes) — колишнє бенедиктинське абатство у Франції, в місті Кан (Нижня Нормандія). Разом з жіночим абатством Св. Трійці засновано 1059 року Вільгельмом Завойовником. Закрито під час Великої французької революції, нині у колишніх приміщеннях абатства розташовується муніципалітет, а колишня монастирська церква стала парафіяльним храмом. У 1840 році абатство включено до списку культурної спадщини Франції.

## Історія

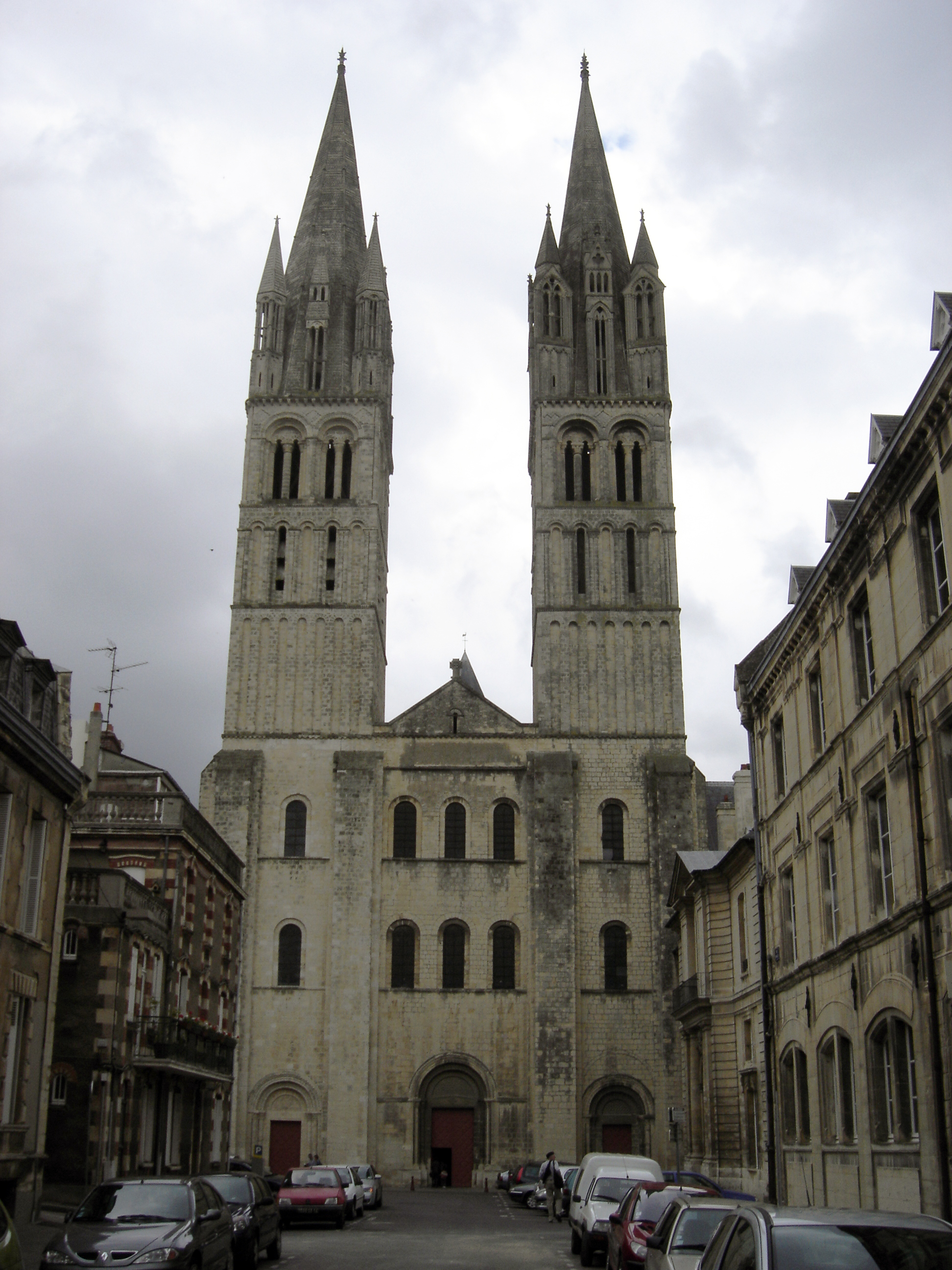
Головний фасад церкви Св. Стефана

Чоловіче абатство Святого Стефана й жіноче абатство Святої Трійці були засновані 1059 року Вільгельмом Завойовником та його дружиною Матильдою Фландрською на знак спокути за свій шлюб, який не мав відбутись за церковними законами через спорідненість майбутнього подружжя. Їх було поховано у заснованих ними монастирях, Матильда у жіночому абатстві, а Вільгельм Завойовник — в абатстві Святого Стефана. З 1063 до 1070 року абатом монастиря був Ланфранк.
Будівлі абатства зводились упродовж кількох століть, головним будівельним матеріалом був канський камінь. Первинно романське абатство в ході будівництва та перебудов набуло рис готики й класицизму. Між 1065 і 1083 роками було зведено романську церкву Святого Стефана. У XIV столітті споруджено княжий палац, гвардійську залу й монастирські укріплення.
У 1563 році чоловіче абатство було розграбовано військами гугенотів в ході релігійних війн у Франції. Гробниця Вільгельма була розграбована, мармуровий мавзолей знищений, а з решток короля збереглась лише кістка стегна, яку й було перепоховано у церкві Святого Стефана.
У 1663 році монастир, що зазнав повного занепаду, перейшов до конгрегації маврістів (відгалуження бенедиктинців), що енергійно взялись до відновлення в абатстві суворого чернечого життя й ремонту і розширення монастирських будівель. Клуатр, нова житлова будівля для ченців і нова абатська резиденція були завершені у середині XVIII століття.

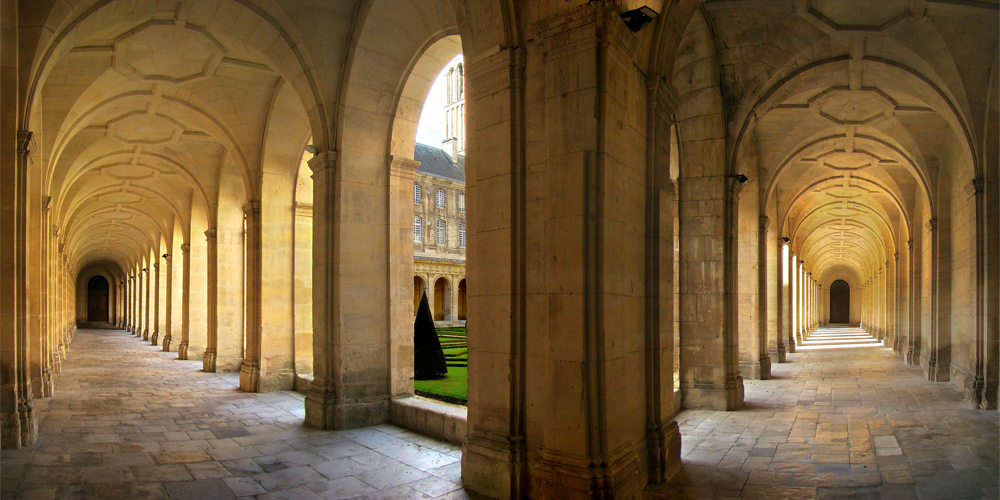
Клуатр

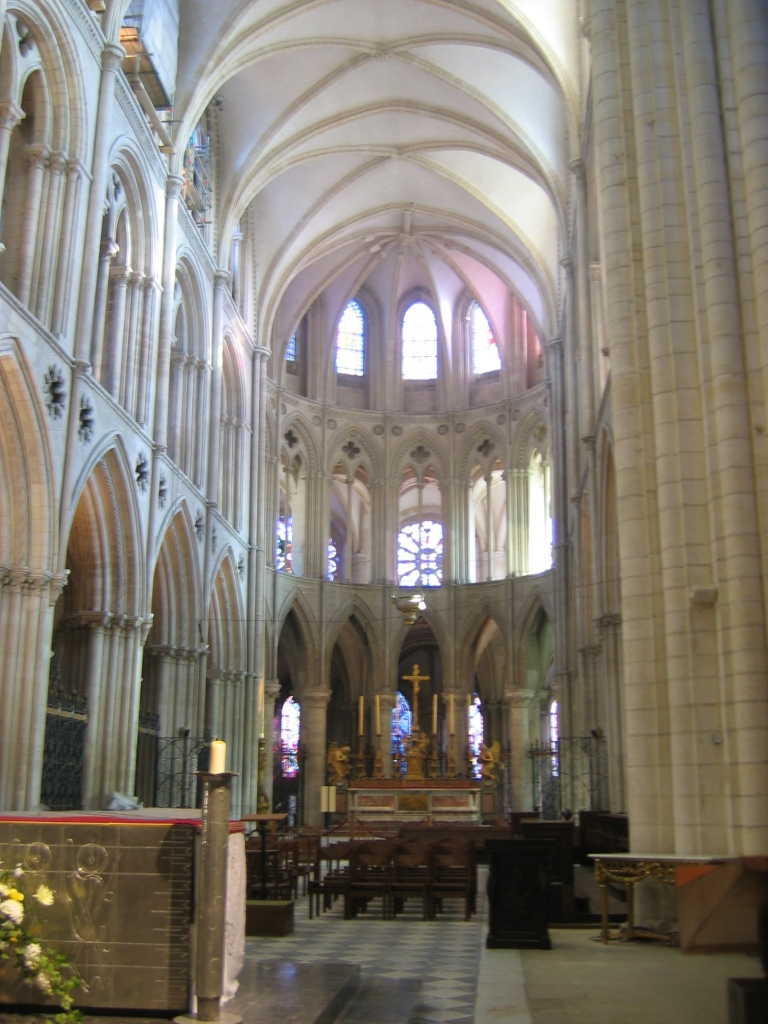
Інтер’єр церкви Святого Стефана

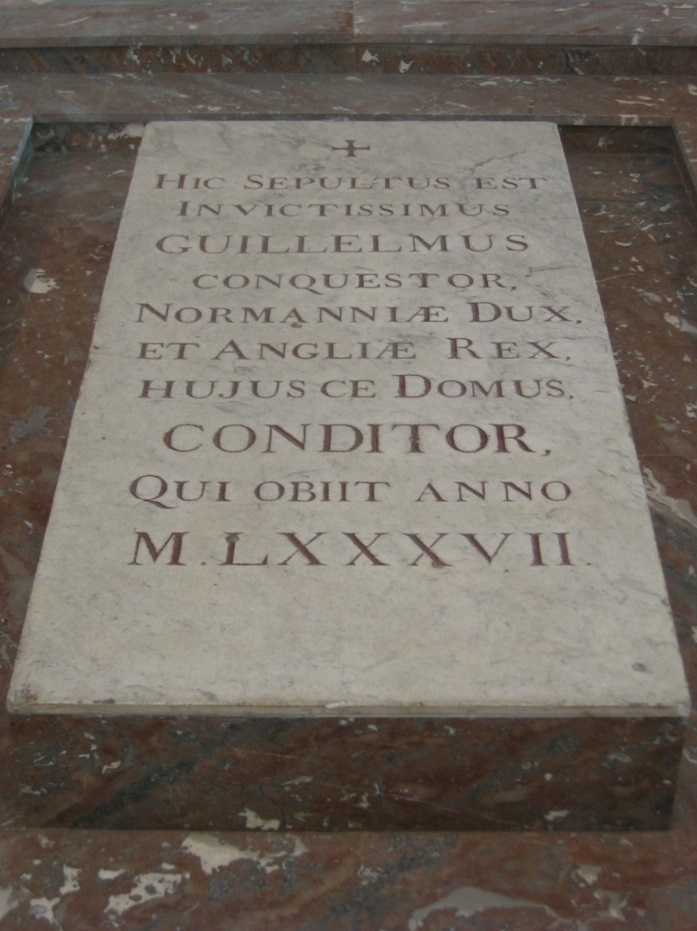
Могильна плита на гробниці Вільгельма Завойовника

2 листопада 1790 року революційна влада закрила монастир, ченці було вигнано. З 1793 до 1802 року церква Святого Стефана слугувала місцем культу Верховної Істоти, у 1802 році переосвячено як католицьку парафіяльну церкву. Колишня будівля резиденції абата з 1810 року була перетворена на жіночий монастир ордену візитанток. В інших будівлях абатства з 1806 року функціонував ліцей, що спочатку мав назву Імперського, потім ліцею Малерба.
Під час Другої світової війни в ході битви за Кан будівлі монастиря використовувались як шпиталь й місце для розміщення біженців. Після війни у колишньому монастирі розмістились служби муніципалітету.

## Будівлі
- Церква Святого Стефана. Зведена у романському стилі у другій половині XI століття. У XIII столітті над вежами романського фасаду зведено готичні дзвіниці висотою 80 та 82 метри. Головний неф має довжину 56 метрів, являє собою зразок нормандського романського стиля, що добре зберігся. Головний неф і два бічних складаються з восьми травій. Хори церкви збудовані на рубежі XII й XIII століть та мають готичні риси. Апсида церкви складається з деамбулаторію й 13 каплиць. Могила Вільгельма Завойовника розграбовувалась двічі, у період релігійних війн та під час Великої французької революції, сучасну могильну плиту встановлено 1802 року.
- Княжий палац (Le palais Ducal) — XIV століття. Призначався для розміщення високопоставлених відвідувачів абатства.
- Гвардійська зала (La salle des Gardes)- XIV століття. Слугувала для проведення прийомів та засідань.
- Пекарня (La Boulangerie) — XVII століття
- Житлова будівля ченців — XVIII століття
- Клуатр — XVIII століття. Галереї, що оточують клуатр, будувались з 1725 до 1741 року.
- Монастир візитанток — XVIII століття. Колишня будівля резиденції абата.

## Розташування
Чоловіче абатство знаходиться на захід від історичного центру Кана й Канського замку симетрично відносно до жіночого абатства, розташованого на схід від центру міста й Канського замку. До абатства Святого Стефана від центру ведуть кілька вулиць, включаючи старовинні вулиці Сен-Совьор і Сен-П’єр. Перед абатством розташована простора еспланада Жана-Марі Лувеля. На схід від абатства знаходиться церква Нотр-Дам-де-ла-Глорієт (XVII століття).

## Сучасний стан
Церква Святого Стефана функціонує як парафіяльна церква, доступ вільний. У найзахіднішій будівлі колишнього абатства діє жіночий монастир візитанток. Інші будівлі колишнього чоловічого абатства займають служби муніципалітету, доступ до них дозволено з організованими екскурсіями (кілька разів на день).